# Emder Revolution

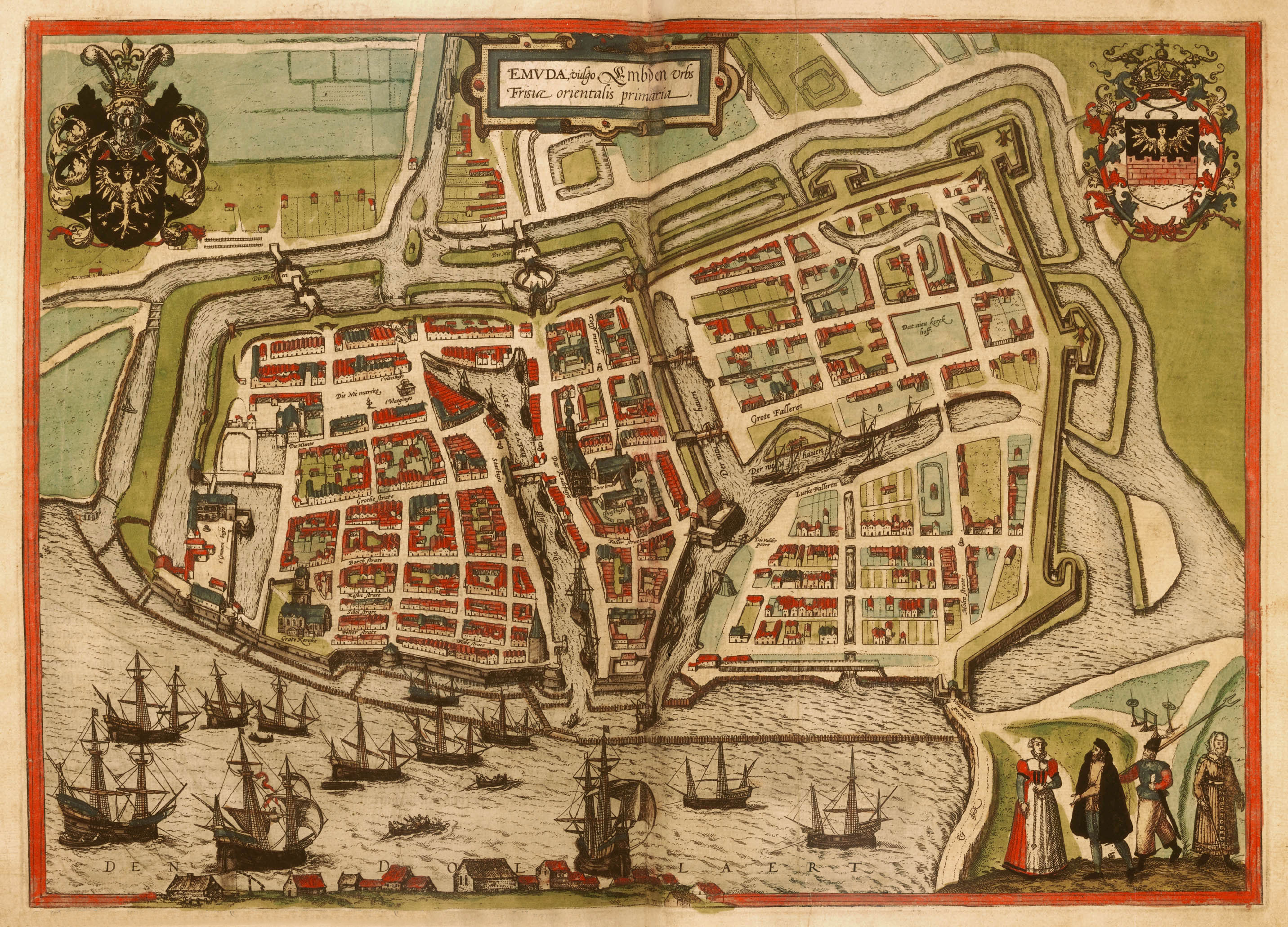
Emden um 1575

Die Emder Revolution vom 18. März 1595 markiert den Beginn des Status von Emden als quasi-autonome Stadtrepublik.
Im Jahr 1595, nach mehreren der Bevölkerung gegenüber ziemlich rücksichtslosen Steuererhöhungen und Gesetzen, setzten die Emder Bürger im Zuge der „Emder Revolution“ unter Führung von Gerhard Bolardus den von dem Grafen Edzard II. eingesetzten Rat der Stadt ab und nahmen die gräfliche Burg ein. Edzard II. sah sich gezwungen, seine Residenz nach Aurich zu verlegen. Mit dem Vertrag von Delfzijl vom 15. Juli 1595 musste sich der Graf verpflichten, auf den Großteil seiner Rechte in Emden zu verzichten.

## Vorgeschichte
Durch die Aufnahme von calvinistisch-reformierten Glaubensflüchtlingen aus den spanischen Niederlanden entwickelte sich Emden Mitte des 16. Jahrhunderts zu einem Großhafen von europäischer Bedeutung, was vor allem durch die Blockade niederländischer Häfen seitens der Spanier begründet war. Emden war dadurch in den folgenden Jahren einer der Hauptumschlagplätze für Getreideexporte nach Westfalen. Gleichzeitig prägten die zahlreichen in Ostfriesland aufgenommenen Glaubensflüchtlinge das Land, insbesondere aber Emden politisch, wirtschaftlich und vor allem religiös.
Nach dem Waffenstillstand zwischen Spanien und den aufständischen Niederlanden am Ende des 16. Jahrhunderts und der dadurch ausgelösten Rückwanderung der Flüchtlinge sowie dem Ende der Hafenblockaden setzte in Emden eine ökonomische Depression ein.
Gleichzeitig verschärften sich die Spannungen zwischen der Stadt Emden und dem ostfriesischen Grafen Edzard II. Der eigentliche Grund war die willkürliche Steuerpolitik des Grafen. Wie so oft in der Geschichte entluden sich die Spannungen aber in einem veritablen religiösen Konflikt. Edzards Mutter Anna hatte im Jahre 1558 die Primogenitur abgeschafft und festgelegt, dass die Regierung über das Herrschaftsterritorium nach ihrer Regentschaft gleichberechtigt an ihre drei Söhne Edzard, Christoph und Johann übergehen sollte. Damit wollte sie vermutlich vor allem den sich anbahnenden Einfluss des Hauses Wasa in der Grafschaft eindämmen, der durch die Ehe ihres ältesten Sohnes Edzard mit Katharina, der ältesten Tochter des schwedischen Königs Gustav I. Wasa, begründet worden war. Sie nahm aber damit Edzard sein Recht auf die alleinige Herrschaft über die Grafschaft, was de facto eine Teilung Ostfrieslands zur Folge hatte. Dies wurde durch den konfessionellen Gegensatz bestärkt: Johann vertrat wie seine Mutter und die Stadt Emden die calvinistische, Edzard II. dagegen die lutherische Glaubensrichtung.
Graf Johann war in der Stadt sehr beliebt, denn in ihm hatte die reformierte Kirche einen prominenten Fürsprecher im Grafenhaus. Dies änderte sich nach seinem Tod 1591. In der Folgezeit entwickelte sich der reformierte Prediger in der Großen Kirche in Emden, Menso Alting, zum größten Widersacher der Machtbestrebungen des Grafen. Alting beeinflusste maßgeblich die Durchsetzung des Calvinismus in Emden. Zur Abwehr der Gegenreformation strebte er eine protestantische Union im Geiste des kämpferischen Calvinismus an. Das wiederum verwickelte ihn in die Auseinandersetzungen der Niederlande mit Spanien wie auch in den Konflikt der ostfriesischen Stände mit den absolutistischen Neigungen der lutherischen Grafen Edzard II. und Enno III. von Ostfriesland. Geschickt nahm Alting Steuererhöhungen des Grafen zum Anlass, um die Emder Bevölkerung aufzuwiegeln, so dass Edzard II. beim Kaiser Rudolf II. um Hilfe ersuchte. Dieser erließ am 21. Januar 1594 ein Dekret gegen die ostfriesischen Stände und gegen einige Bürger der Stadt Emden. Darin forderte Rudolf sie auf,
- den Grafen als ihren Landesherren anzuerkennen
- die Stadt zu befrieden
- das Rathaus an das Grafenhaus zu übergeben
- auf Versammlungen zu verzichten
- das Vierziger Kollegium abzuschaffen

Die Anrufung des Kaisers bestärkte die Bürger Emdens in ihrer Ablehnung des Grafenhauses. Der Autoritätsverlust des Grafen war offensichtlich, und es kam zur Emder Revolution.

## Verlauf

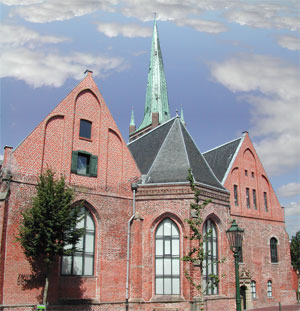
„Große Kirche“ in Emden, heute Johannes a Lasco Bibliothek

Am 18. März 1595 versammelten sich viele Menschen in der Großen Kirche. Dort heizte Menso Alting dem Volk mit einer Predigt ein. Danach hielt Gerhard Bolardus, ein Mitglied der Vierziger, eine leidenschaftliche Rede, in der er zum Umsturz aufrief. Anschließend bewaffnete sich die Menge und zog zum Rathaus und besetzte die Wälle und alle wichtigen Orte in der Stadt. Nach dem Beispiel anderer Städte wurden 21 Bürgerkompanien (später 23) aufgestellt. Jede Kompanie wurde von einem Hauptmann, einem Leutnant und einem Fähnrich angeführt. Diese 21 Hauptleute mit den 4 Quartiermeistern der Emder Stadtviertel bildeten die „Bürgerliche Kriegskammer“. Dies war die Geburtsstunde der Emder Bürgerwehr.
Beunruhigt durch die Nachrichten aus Emden, schickte Edzard II. seinen Sekretär in die Stadt, um die Lage zu sondieren. Ermutigt durch die offensichtliche Machtlosigkeit des Grafen setzten Bürger Emdens am 24. März 1595 den gräflichen Bürgermeister ab. Das von Emder Bürgern gewählte Vierziger-Kollegium übernahm die Macht und wählte vier neue Bürgermeister und acht Ratsherren. Edzard II. schickte daraufhin seinen Kanzler nach Den Haag, um die niederländische Position in diesem Konflikt zu erfragen. Diese boten am 2. April die Vermittlung in dem Konflikt an, der allmählich zu eskalieren begann. So erstürmten die Emder am 19. April die gräfliche Burg und schleiften sie auf der stadtwärtigen Seite. Edzard II. verlegte die gräfliche Residenz daraufhin erzwungenermaßen nach Aurich. Emder Schiffe erhielten den Auftrag, nach gräflichen Truppentransportern Ausschau zu halten und diese gegebenenfalls zu kapern. Edzards II. Reaktion zeigte seine Machtlosigkeit: Er bot den Generalstaaten als Gegenleistung für die Unterstützung seiner Position die Grafschaft Ostfriesland als achte niederländische Provinz an. Gleichzeitig ließ er an der Knock Truppen aufziehen, welche den Auftrag erhielten, vorbeifahrende Emder Schiffe zu beschießen.
Die Emder baten darauf ihrerseits die Generalstaaten um Hilfe. Diese kamen dem Ersuchen nach und entsendeten 1000 Mann Verstärkung in die Stadt. Unter dem Eindruck dieser Truppenverstärkung trat der Graf schließlich mit den Emdern in Verhandlungen. Am 15. Juli 1595 schlossen Graf, Ostfriesische Stände unter Vermittlung der Generalstände und die Stadt Emden in Delfzijl einen Vertrag. Dieser konnte den Frieden jedoch nur kurzzeitig wiederherstellen. Um die Spannungen zwischen dem Grafenhaus, den ostfriesischen Ständen und der Stadt zu mildern, wurde am 7. November 1599 mit der Emder Konkordate ein weiterer Vertrag geschlossen.
Die Spannungen spitzten sich dennoch weiter zu und mündeten ab 1600 in einen offenen Bürgerkrieg zwischen der Stadt Emden auf der einen Seite sowie Enno III. und dessen gräflichen Landesteilen auf der anderen Seite. Wiederum unterstützten die Generalstaaten die Emder. Sie entsandten Werner von dem Holze als General und Befehlshaber der Garnisonen nach Emden. Am 4. Oktober 1602 kam es schließlich an der von Enno angelegten Logumer Schanze zu einem größeren Gefecht, das bis zum 14. Oktober andauerte. Aus diesem gingen die Emder als Sieger hervor, und der Graf tauchte bis zum Februar 1603 ab. Während seiner Abwesenheit übte die Stadt Emden die Souveränität über Ostfriesland aus und zog Steuern ein.
Im Februar 1603 erschien Enno III. dann in Den Haag, woraufhin die Stadt Emden ihrerseits Vertreter in die Generalstaaten entsandte, um die Verhandlungen zum Haager Vergleich zu führen. Der Vertrag bestätigte die Eingliederung der Vorstädte nach Emden. Des Weiteren erhielt die Stadt die Steuerhoheit innerhalb ihrer Grenzen. Auch die militärische Oberhoheit ging auf den Magistrat über, was Emden de facto zu einer freien Reichsstadt machte. Im Haager Vergleich verfügten die Vertragspartner zudem, dass Emden eine von den ostfriesischen Ständen finanzierte ständige Garnison von 600 bis 700 Mann Stärke erhalten sollte. Auch der Einfluss der Generalstaaten auf Emden wurde festgeschrieben, denn der Kommandant der städtischen Garnison durfte zuvor weder in gräflichen noch in emdischen Diensten gestanden haben, was bedeutete, dass er ein Niederländer sein musste.
Es waren ungleiche Verhandlungen, an deren Ende der Graf unter der Androhung von Krieg (durch die Generalstaaten) zur Unterschrift unter einen diktierten Vertrag genötigt wurde. Nur widerstrebend unterschrieb Enno III. den Vertrag dann am 8. April 1603, nachdem er zuvor noch gezögert hatte. Die Worte des Vermittlers der Generalstaaten „Ihr sollet willigen, was wir wollen, oder Kriegh haben“, hatten ihre Wirkung nicht verfehlt.

## Auswirkungen
Emden befreite sich durch die Revolution von der Herrschaft der Cirksena und erreichte als „Satellit“ der Niederlande de facto die Stellung einer freien Reichsstadt. Stolz unterzeichneten Vertreter der Stadt fortan alle Verträge und öffentlichen Publikationen nach Römischen Vorbild mit „S.P.Q.E.“ (Emdischer Senat und Bürgerschaft). Der Titel Respublica Emdana und die Abkürzung S. P. Q. E. wurden fortan von der Stadt Emden offiziell geführt.
Mit dem reformierten Südwesten Ostfrieslands schloss sich die Stadt immer enger an die calvinistische Kirche der Niederlande an. Dadurch wurde im Laufe des 17. Jahrhunderts Niederländisch zur Standardsprache des gehobenen Bürgertums in Emden. Dennoch begann mit der Emder Revolution der Niedergang von Emden. Im Vertrag von Greetsiel wurde festgeschrieben, dass in Emden nur noch die reformierte Religion gelehrt werden durfte. Die Toleranz der Stadt in Glaubensfragen war damit vorüber. Auch wirtschaftlich setzte ein lang andauernder Niedergang ein. Erst um 1800 wurde mit ca. 600 Schiffen ein Umschlag im Hafen erreicht, der sich mit dem der 1570er Jahre vergleichen lässt.